# 川之江駅
川之江駅（かわのええき）は、愛媛県四国中央市川之江町にある、四国旅客鉄道（JR四国）予讃線の駅である。駅番号はY22。
駅表示パネルのコメントは「街中すっぽり紙の駅」。
愛媛県内にある駅では最東端に位置しており、予讃線は隣の箕浦駅との間にある鳥越トンネルで香川県との県境を跨ぐ。

## 歴史
- 1916年（大正5年）4月1日：鉄道院の駅として開設[2]。
- 1957年（昭和32年）10月下旬：跨線橋設置[3]。
- 1983年（昭和58年）
  - 3月25日：駅舎改築[4]。
  - 7月16日：100km未満の近距離乗車券と特急券を発券出来る自動券売機が設置され、使用開始する[5]。
- 1984年（昭和59年）2月1日：貨物取扱廃止[2]。
- 1986年（昭和61年）11月1日：新聞紙を除く荷物扱い廃止[2]。
- 1987年（昭和62年）4月1日：国鉄分割民営化により、JR四国の駅となる[2]。
- 1988年（昭和63年）6月1日：線路名改称により、予讃本線から予讃線の駅となる。
- 2021年（令和3年）
  - 10月以降：みどりの券売機プラスの利用を開始[6]。
  - 12月31日：この日をもってみどりの窓口が営業を終了する。

## 駅構造
島式ホーム1面2線を有する地上駅。線路配置は1線スルーとなっており、1番線が上下本線（制限速度100km/h）、2番線が上下副本線となっている。なお、交換列車が無い時は列車種別や方面に関係無く1番線に入線する。交換列車がある時は特急同士、普通同士の場合は1番線に上り列車、2番線に下り列車がそれぞれ入線する。特急と普通の場合は方面に関係無く1番線に特急、2番線に普通がそれぞれ入線する。この他に整備車両留置用引込線が数本設置されており、以前は川之江止まりの普通列車の留置に使用されていた。
駅舎は、1983年に改築された鉄筋コンクリート造2階建てである。

### のりば
| のりば | 路線    | 方向 | 行先                               |
| ------ | ------- | ---- | ---------------------------------- |
| 1・2   | ■予讃線 | 上り | 観音寺・多度津・高松・岡山方面     |
| 1・2   | ■予讃線 | 下り | 新居浜・伊予西条・松山・宇和島方面 |

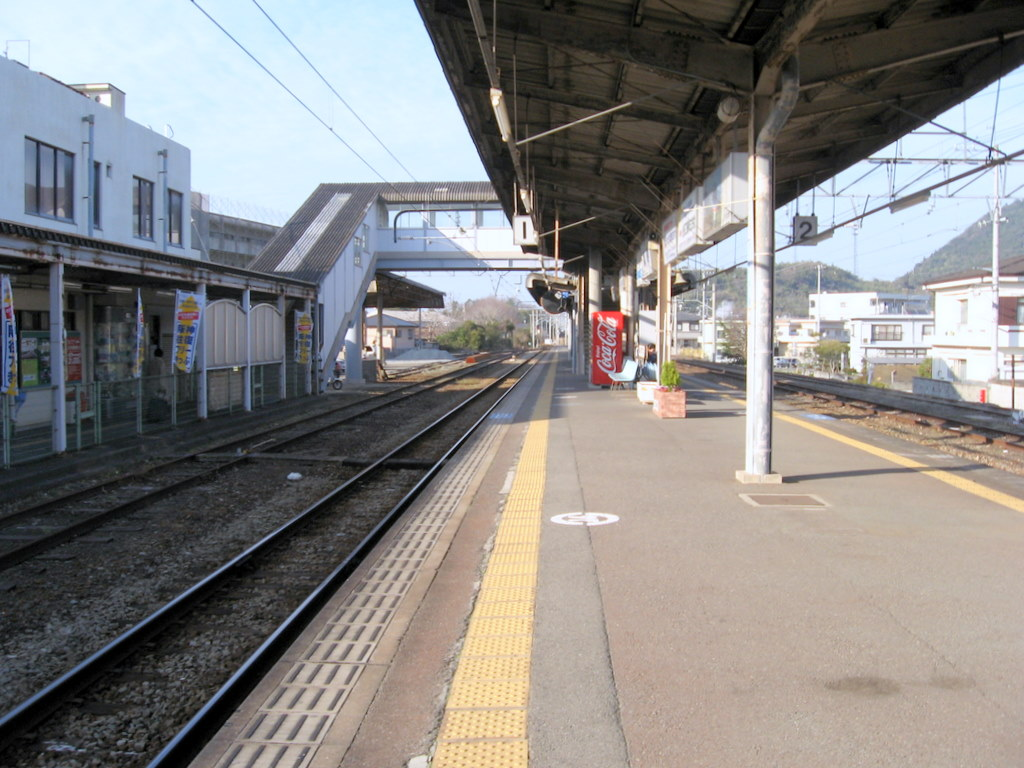
ホーム（2007年2月）

## 利用状況
1日平均の乗車人員は以下の通り。
| 乗車人員推移 | 乗車人員推移 |
| 年度         | 1日平均人数  |
| ------------ | ------------ |
| 2000         | 788          |
| 2001         | 761          |
| 2002         | 746          |
| 2003         | 751          |
| 2004         | 737          |
| 2005         | 703          |
| 2006         | 711          |
| 2007         | 678          |
| 2008         | 647          |
| 2009         | 589          |
| 2010         | 561          |
| 2011         | 544          |
| 2012         | 531          |
| 2013         | 543          |

## 駅周辺

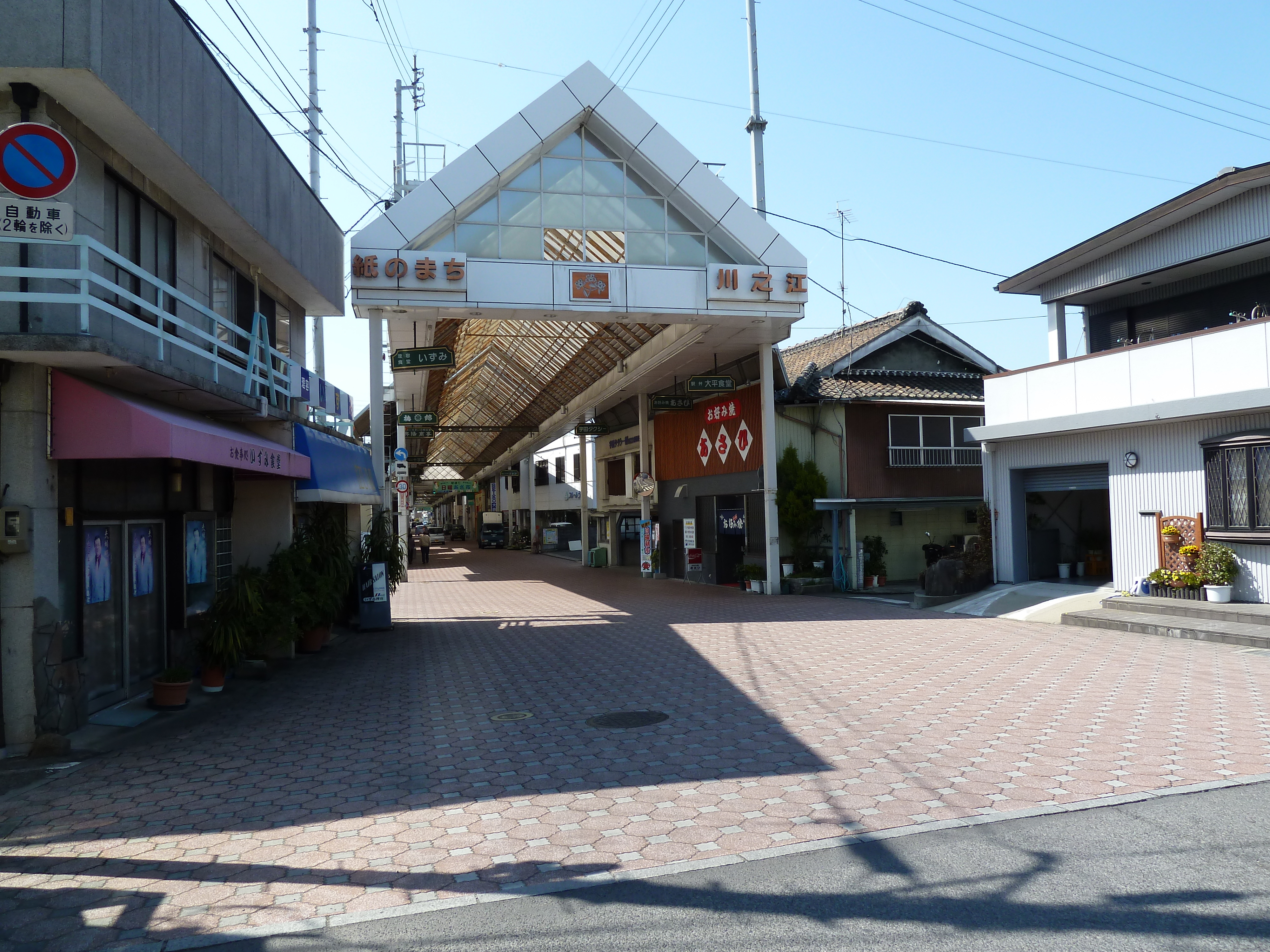
駅前商店街（2011年3月）

- 川之江港
- 川之江城
- 泉製紙
- 川之江造機
- 愛媛県立川之江高等学校
- 四国中央市立川之江北中学校
- 四国中央市立川之江小学校
- フジ川之江店
- 中国銀行 川之江支店
- 四国中央病院

## バス路線
瀬戸内運輸の七田、新居浜、川之江営業所方面への路線が発着している。
七田行はかつては土讃線阿波池田駅まで運行されていたが、七田から同駅までは2010年4月をもって廃止された。この路線は2001年3月末までJR四国も運行（川池線）していたことから、撤退後の2007年時点でもバス乗り場の屋根に「JR四国バスのりば」という表示が残っていた。川池線は、鉄道敷設法別表第101号「愛媛県川之江ヨリ徳島県阿波池田付近ニ至ル鉄道」の先行路線でもあった。

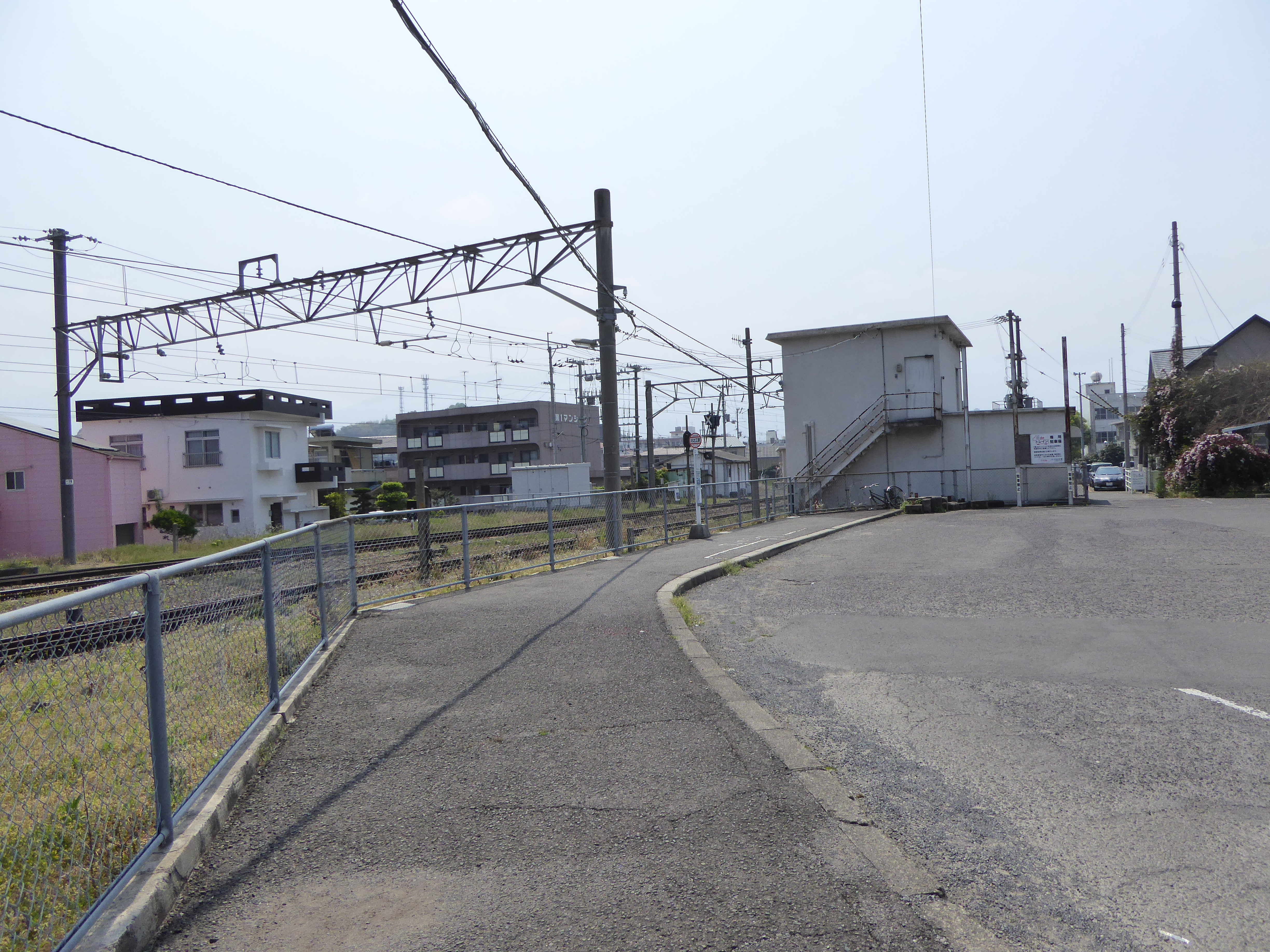
バスのりば（2019年4月）
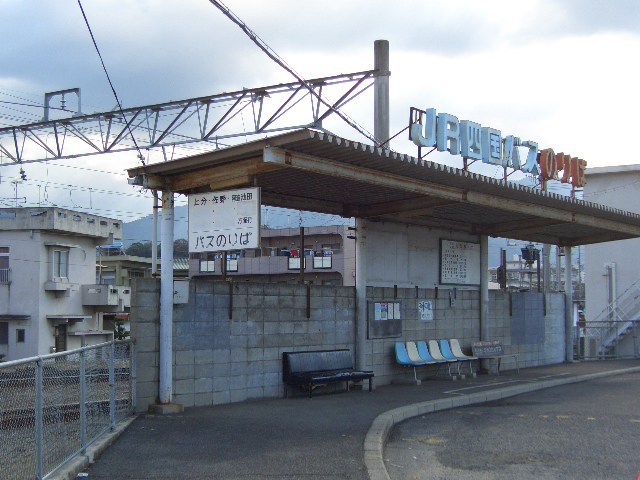
駅前の「JR四国バスのりば」の表示（2007年12月）

## 隣の駅
四国旅客鉄道（JR四国）
■予讃線
- 特急「しおかぜ」「いしづち」「モーニングEXP高松」停車駅

■快速「サンポート」・■普通
箕浦駅 (Y21) - 川之江駅 (Y22) - 伊予三島駅 (Y23)